# Brachystelma arnottii
Brachystelma arnottii är en oleanderväxtart som beskrevs av John Gilbert Baker. Brachystelma arnottii ingår i släktet Brachystelma och familjen oleanderväxter. Inga underarter finns listade i Catalogue of Life.